# 타카하타 이사오
타카하타 이사오(일본어: 高畑 勲 다카하타 이사오[*], 1935년 10월 29일 ~ 2018년 4월 5일)는 일본의 애니메이션 감독이었다. TV 애니메이션 《빨강머리 앤》, 《엄마 찾아 삼천리》(엄마 찾아 삼만리), 《알프스 소녀 하이디》 등의 연출과 애니메이션 영화 《반딧불이의 묘》, 《폼포코 너구리 대작전》, 《가구야 공주 이야기》 등의 감독으로 참여했다.
일본 우지야마다(오늘날의 미에현 이세시)에서 태어나 미야자키 하야오와 쌍벽을 이루며, 스튜디오 지브리를 함께 이끌었다. 그가 스튜디오 지브리에서 만든 네 편의 애니메이션은 여러 장르에 걸쳐 있다. 예를 들어 "반딧불의 묘"는 전쟁 영화이고, 추억은 방울방울은 로맨틱 드라마이며, "이웃집 야마다군"은 코미디이고, "폼포코 너구리 대작전"은 생태적 모험담에 속한다. 특히 "반딧불의 묘"는 명작 애니메이션으로 꼽히고 있다.
1959년에 그는 도쿄 대학을 졸업하였고, 전공은 프랑스 문학이었다. 다카하타는 도에이 애니메이션에서 잠깐 동안 일하다가 미야자키 하야오를 만났는데, 함께 만화영화를 만드는 노동자들의 노동조건 개선을 위해 노동조합 운동을 했다. 그는 그 곳에서 자신의 첫 번째 작품인 "태양의 왕자 호루스의 대모험"의 연출을 주도했다. 이후 다카하타는 미야자키와 함께 많은 작품을 만들었다. 다카하타는 다른 대부분의 애니메이션 감독과는 다르게, 애니메이션 영화를 만들기 전에 애니메이터로 일한 경험이 없다.
2018년 4월 5일 도쿄도 내 병원에서 별세했다. 사인은 폐암으로, 2017년 여름 무렵에 컨디션이 무너져 입·퇴원을 반복했으며 심장이 나빴다는 증언도 있었다.

## 활동
이사오는 한스 크리스티안 안데르센의 동화를 원작으로 만든 프랑스 애니메이션인 "왕과 흉내지빠귀"(Le Roi et l'oiseau)를 보고 애니메이션에 대해 호기심이 생겼다. 그는 그 애니메이션에 좋은 인상을 받았고, "어떻게 하면 애니메이션을 이렇게 만들 수 있을까?"라고 질문했다. 그 후 그는 도에이 애니메이션에 입사하게 되었다.
이사오는 그와 미야자키 하야오의 스승이었던 오쓰카 야스오의 제의를 받고 첫 영화를 감독하였다. 그가 처음으로 감독한 데뷔작은 "태양의 왕자 호루스의 대모험"이었다.
1971년에 이사오는 아스트리드 린드그렌의 《긴 양말을 신은 피피》(원제:Pippi Longstocking)를 만들기 위해서 고타베 요이치, 미야자키 하야오와 함께 도에이 애니메이션을 떠나 A 프로로 자리를 옮겼고, 기획에 들어갔으나 원작자의 반대로 실현되지 못했다.
아동문학작가 겸 극작가 시카타 신이 1986년에서 1989년에 걸쳐 발표한 중일전쟁·태평양 전쟁 시기를 배경으로 하는 소설 《국경》의 영화화가 예정되어 있었지만 1989년 천안문 사건 이후 배급사의 흥행 우려로 인해 제작이 취소되었다.
2013년 개봉한 카구야 공주 이야기가 마지막 감독 작품으로, 2016년 개봉한 《붉은 거북》이 마지막 참여 작품으로 남았다.

## 주요 작품[8]

### 장편 애니메이션
- 태양의 왕자 호르스의 대모험 (1968) 감독, 제작
- 팬더와 아기팬더 (1972) 감독
- 팬더와 친구들의 모험 (1973) 감독
- 팬더와 아기팬더 : 비온날의 서커스 (1973) 감독
- 미래소년 코난 (1978) 감독
- 꼬마숙녀 치에 (1981) 감독
- 첼로켜는 고슈 (1982) 감독
- 바람계곡의 나우시카 (1984) 제작
- 천공의 성 라퓨타 (1986) 제작
- 반딧불이의 묘 (1988) 감독, 각본
- 추억은 방울방울 (1991) 감독, 각본
- 폼포코 너구리 대작전 (1994) 감독, 각본
- 이웃집 야마다군 (1999) 감독
- 빨간머리 앤 : 네버엔딩스토리 (2009) 감독, 각본
- 빨간머리 앤 : 그린게이블로 가는 길 (2010) 감독, 각본
- 가구야 공주 이야기 (2013) 감독, 각본
- 붉은 거북 (2016) 제작

### TV 애니메이션
- 알프스 소녀 하이디 (1974) 연출
- 엄마 찾아 삼천리 (엄마 찾아 삼만리) (1976) 연출
- 빨강머리 앤 (1979) 극본, 연출